# 安德烈·尤里耶维奇·戈罗霍夫
安德烈·尤里耶维奇·戈罗霍夫（羅馬化：Andrey Yur'yevich Gorokhov；1960年1月13日—）是俄罗斯政治人物，第八届国家杜马代表。
1987年，他任苏联通用机器制造部部长。1990年至2001年间，他担任JSC Mashcenter的首席执行官。2001年至2007年，他担任莫斯科经济与法律学院高级讲师。自2011年以来，他先是在莫斯科国立科技与管理大学担任讲师，后来成为教授。2011年，他还当选为加里宁格勒州杜马第五届会议代表。自2021年9月起，他担任第八届国家杜马代表。

## 制裁
戈罗霍夫于2022年因俄乌战争而受到英国政府和美国财政部制裁。